# Villaines-sous-Lucé
 Villaines-sous-Lucé  es una población y comuna francesa, situada en la región de Países del Loira, departamento de Sarthe, en el distrito de La Flèche y cantón de Le Grand-Lucé.

## Demografía
| 678 | 651 | 531 | 481 | 481 | 572 |
| Para los censos de 1962 a 1999 la población legal corresponde a la población sin duplicidades (Fuente: INSEE [Consultar]) |     |     |     |     |     |